# MORUE中島
MORUE中島（モルエなかじま）は、北海道室蘭市にあるショッピングセンター。

## 概要
新日本製鐵（現在の日本製鉄）のCRE戦略として同社所有のグラウンドを自社グループが開発し、地域最大となる商業施設を建設した。「モルエ」の名称は室蘭の語源になったアイヌ語「モ・ルエラニ」にショッピングモールの「モール」を組み合わせた造語である。核店舗の「スーパーアークス」はアークスグループの新業態であり、北海道内3番目（札幌市外では初）となる店舗として「ホームストア中島店」が移転する形で出店した。平成20年度『土地活用モデル大賞』都市みらい推進機構理事長賞を受賞している。
2017年（平成29年）には、既存施設向かいにある新日鐵住金（現在の日本製鉄）所有のサッカーグラウンドを活用した土地に「DCMホーマック中島店」（現・「DCM中島店」）がオープンし、2021年（令和3年）には日本製鉄の社宅アパート跡地に飲食店など4店舗がオープンした。
その後、第3期Bブロックとし、2023年（令和5年）に日本製鉄の社宅アパート跡地にスターバックスコーヒー室蘭店、ユニクロ 室蘭モルエ中島店がオープンした。
2025年1月8日、GUの出店が発表された。同年の秋には第4期として無印良品が開店予定。

## テナント
スーパーマーケットの「スーパーアークス」は当初はホームストア（旧新日鐵グループ）が運営していたが、2008年（平成20年）にラルズに吸収合併されたため、それ以降は同社が運営している。
家電量販店は、デンコードーによる「デンコードービレッジ」の核店舗「MAXDenkodo」として開設したが、ケーズホールディングスがデンコードーを子会社化したことに伴い、「ケーズデンキ」に名称変更した。このとき運営がデンコードーから、伊達市に本社を置き従前よりケーズデンキを運営していた企業である池田に変更。その後2015年にデンコードーが池田を吸収合併したため、屋号こそ変わったもののデンコードーの運営に戻っている。
A棟
- スーパーアークス（ラルズ運営）
- 柳月
- サンドラッグ
- セリア
- ABC-MART
- ハニーズ
- 洋服の青山
- メガネサロンルック
- サンマルクカフェ
- GU（4月中旬オープン予定[10]）
- クールカレアン
- ラーメン鉄灯(TETTO)
- いたがき
- ラパックスワールド
- レディースファッションTSUTSUMI
- プライド床屋

B棟 - F棟
- モルエ中島ファッションモール
  - アベイル
  - シャンブル
  - しまむら
- スーパースポーツゼビオ
- TSUTAYA
  - ドトールコーヒーショップ
- ケーズデンキ（デンコードー運営）
- ハードオフ、オフハウス、ホビーオフ

G棟 - M棟
- DCM
- 西松屋
- 焼肉徳寿
- ケンタッキー・フライド・チキン
- 魚べい
- スターバックスコーヒー
- ユニクロ

## アクセス
- 道南バス「仲通」バス停から徒歩約1分
- 道央自動車道室蘭ICから車で約10分
- 北海道旅客鉄道（JR北海道）東室蘭駅から徒歩約20分

#### 広報資料・プレスリリースなど一次資料
1. ↑  『西胆振最大、26の店舗を擁するモール型ショッピングセンター 『MORUE（モルエ）中島』 4月20日（金）グランドオープン』（プレスリリース）新日鉄興和不動産、2007年4月27日。2017年6月29日閲覧。
2. 1 2 3 4 5 6  『新日鉄室蘭製鉄所グラウンド用地において 大型商業施設『MORUE（モルエ）中島』 2007年4月中旬グランドオープン』（プレスリリース）新日鉄興和不動産、2007年3月1日。2017年6月29日閲覧。
3. ↑  “西胆振を代表するショッピングセンター『ＭＯＲＵＥ（モルエ）中島』第Ⅳ期 「無印良品 」 2 02 4 年 10 月着工、 9 月 26 日（ 木 ）地鎮祭 開催 ～2 02 5 年秋開店予定～ | 日鉄興和不動産 コーポレートサイト”. www.nskre.co.jp. 2025年1月20日閲覧。